# Welington Castillo
Welington Andres Castillo (* 24. April 1987 in San Isidro, Santo Domingo) ist ein ehemaliger dominikanischer Baseballspieler in der Major League Baseball (MLB). Castillo spielte auf der Position des Catchers.
Er spielte seit Karrierebeginn bei den Chicago Cubs. Seine Trikot-Nummer von 2010 bis 2013 war die 53, seit 2014 die Nummer 5. 2015 war Castillo bei den Seattle Mariners, dann bei den Arizona Diamondbacks (2015–2016), den Baltimore Orioles (2017) und den Chicago White Sox (2018).
Nach einem auf Epo positiven Dopingtest wurde Castillo 2018 für 80 Spiele gesperrt.

## Gehalt
Castillos Gehalt seit 2010 beläuft sich bisher auf 1.033.000 USD.